# Udo Wachtveitl

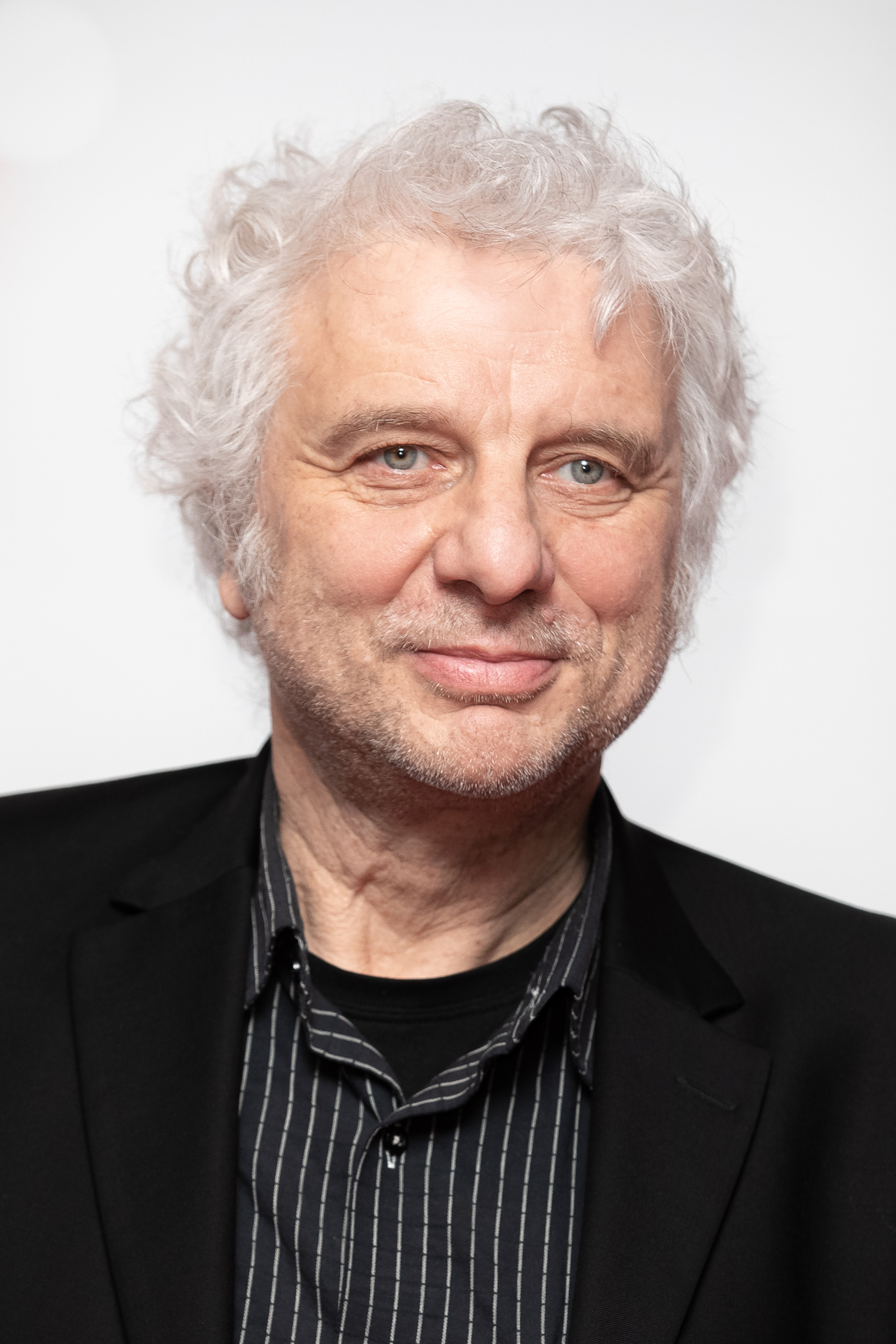
Udo Wachtveitl, 2019

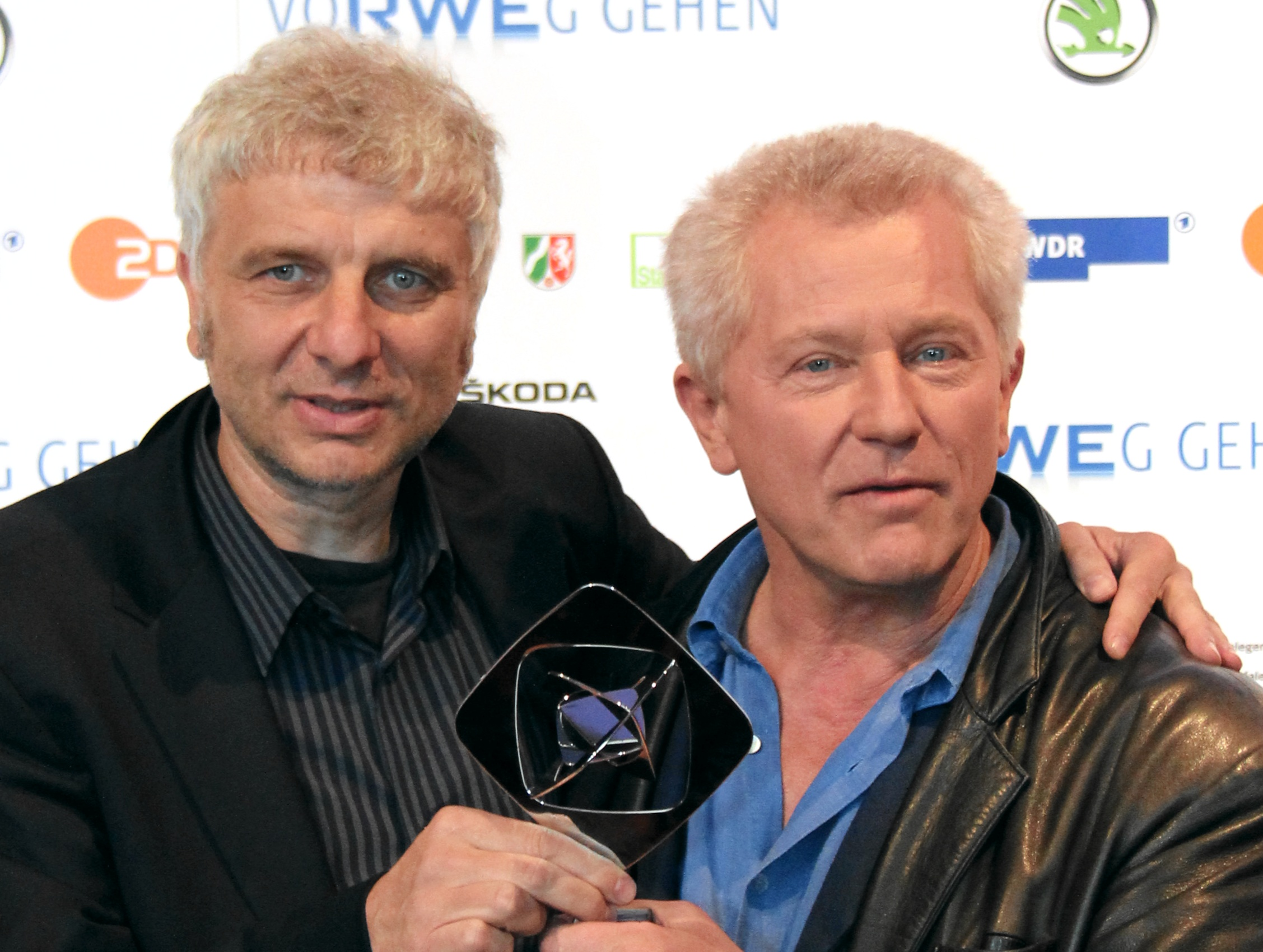
„Batic und Leitmayr“: Udo Wachtveitl (links) mit Miroslav Nemec bei der Grimme-Preisverleihung 2011

Udo Wachtveitl (* 21. Oktober 1958 in München-Pasing) ist ein deutscher Schauspieler, Synchronsprecher, Hörspielsprecher, Hörbuchsprecher, Regisseur und Drehbuchautor. Bekannt ist er vor allem als Kommissar Franz Leitmayr, Teil des Münchner Ermittlerduos Batic und Leitmayr in der ARD-Krimireihe Tatort.

## Leben

### Frühe Jahre und Ausbildung
Udo Wachtveitl begann bereits in den 1960er Jahren seine Sprecherkarriere, unter anderem als Kinderdarsteller in Folgen von Meister Eder und sein Pumuckl und Tommy und seine Freunde. Anfang der 1970er Jahre synchronisierte Wachtveitl Kinderfilme des WDR (zum Beispiel den Emil in Pan Tau). Wachtveitl ist künstlerischer Sprecher für Dokumentationen beim Bayerischen Rundfunk.
Wachtveitl studierte Philosophie. Sein Studium der Rechtswissenschaften brach er nach fünf Semestern ab.

### Film und Fernsehen
Seit den 1980er Jahren tritt Wachtveitl als Schauspieler in Fernsehfilmen und -serien auf. Sein Kinodebüt gab Wachtveitl 1988 in der französischen Produktion Der Löwe unter der Regie von Claude Lelouch. Seit 1991 ist er als Hauptkommissar Franz Leitmayr an der Seite von Miroslav Nemec in den Tatort-Krimis des Bayerischen Rundfunks zu sehen.
1998 führte Wachtveitl für den Südwestrundfunk Regie bei der Verfilmung seines ersten eigenen Drehbuchs Silberdisteln mit Harald Juhnke, Heinz Schubert und Dieter Hildebrandt. Im Jahr 2000 führte er Regie bei der Filmkomödie Krieger und Liebhaber und im Dezember 2004 betätigte er sich eine Woche lang als Flensburger Stadtdenker.
Als Synchronsprecher lieh er unter anderem Kevin Bacon (Der Sprung nach oben), Pierce Brosnan (Death Train), Rick Moranis (Club Paradise), Kiefer Sutherland (Die drei Musketiere), Michael Nyqvist (Wie im Himmel), Michael Winslow (Zwei Supertypen in Miami) und den Figuren Megavolt aus Darkwing Duck und Crush aus Findet Nemo seine Stimme. Außerdem synchronisierte er den Gusto in Disneys Gummibärenbande. Im Director’s Cut von Der Exorzist sprach er den Pater Karras.

### Privates
Udo Wachtveitl lebt seit einigen Jahren fleischfrei und unterstützt die Kampagnen der Tierschutzorganisation PETA. Er wohnt in München-Au.

## Filmografie (Auswahl)
- 1969: Die Reise nach Tilsit (Regie: Günter Gräwert)
- 1972: Alpha Alpha (Fernsehserie, Folge Ein begabtes Kind)
- 1979: Bretter, die die Welt bedeuten (Regie: Tom Toelle)
- 1979: Die Wiesingers (Fernsehserie)
- 1979: Der Mann, der kein Auto mochte (Regie: Dieter Wedel)
- 1981: Die Rumplhanni
- 1981: Beim Bund (Fernsehserie)
- 1982: Christian und Christiane (Fernsehserie)
- 1984: Treffer
- 1984: Tegtmeier (Fernsehserie, Folge Die Lieben beissen die Hunde)
- 1985: Die Schwarzwaldklinik (Fernsehserie, Folge Die Entführung)
- 1986: Zur Freiheit (Fernsehserie)
- 1986: Kampf der Tiger (Regie: Dieter Wedel)
- 1987: Hans im Glück (Fernsehserie)
- 1988: Wilder Westen inclusive
- 1988: Die Hexe von Köln (Regie: Hagen Mueller-Stahl)
- seit 1991: Tatort (Fernsehreihe; einzelne Folgen → siehe Batic und Leitmayr)
- 1992: Bistro Bistro (Regie: Frank Strecker)
- 1995: Frankie (Regie: Christoph Schrewe)
- 1996: Solange es die Liebe gibt (Fernsehserie)
- 1996: Geisterstunde (Regie: Rainer Matsutani)
- 1998: Silberdisteln (Buch und Regie)
- 1999: Die Todesfahrt der MS SeaStar (Regie: Mark von Seydlitz)
- 2000: Krieger und Liebhaber (Regie)
- 2001: Vera Brühne
- 2002: Zwei Affären und noch mehr Kinder (Regie: Wolfram Paulus)
- 2003: Weihnachten im September
- 2003: Till Eulenspiegel (Regie: Eberhard Junkersdorf)
- 2004: Mr. und Mrs. Right (Regie: Torsten C. Fischer)
- 2006: Mozart – Ich hätte München Ehre gemacht (Regie: Bernd Fischerauer)
- 2007: Die Copiloten (Regie: Thomas Jauch)
- 2008: Juli mit Delphin (Regie: Thomas Freundner)
- 2009: Richterin ohne Robe (Regie: Ulrich Zrenner)
- 2010: Das geteilte Glück
- 2011: Der Staatsanwalt (Fernsehserie, Folge Amtsmissbrauch)
- 2012: Das Bayerische Jahrtausend (Doku-Serie)
- 2013: Der blinde Fleck
- 2013: Im Schleudergang (Fernsehserie)
- 2015: Meister des Todes
- 2016: Die Diplomatin – Entführung in Manila (Spielfilm / Regie: Franziska Meletzky)
- 2020: Meister des Todes 2

## Synchronisationen (Auswahl)
Udo Wachtveitl übernahm unter anderem folgende Synchronrollen:

### Filme
- 1960: Jonathan Haze in Kleiner Laden voller Schrecken als Seymour Krelboyne (Synchronisation 1983)
- 1974: Hak–On Fung in Die Gnadenlosen Fünf als Chiang Chin Chiu
- 1977: Lex van Delden in Soldiers als Nick
- 1980: Scott Colomby in Caddyshack – Wahnsinn ohne Handicap als Tony D'Annunzio
- 1980: Dennis Quaid in Amanda läßt die Puppen tanzen als Travis Child
- 1981: Dick Wei in Der gnadenlose Vollstrecker als Sun Heng
- 1982: Mark Hamill in Britannia Hospital als Red
- 1984: Lawrence Monoson in Freitag der 13. – Das letzte Kapitel als Ted
- 1985: Xander Berkeley in Alles hört auf mein Kommando als Kent Sutcliffe
- 1986: Tom Villard in Ein ganz verrückter Sommer als Clay Stork
- 1987: Judd Nelson in Karriere mit links als Robin 'Stormy' Weathers
- 1987: Gary Daniels in Final Reprisal – Die gnadenlose Jagd als David
- 1987: Edward Albert in Nachtakademie als Danny Warren
- 1988: Dana Ashbrook in Reise zurück in der Zeit als Tony
- 1989: Dana Ashbrook in Hände weg von meiner Tochter als Joey
- 1990: Peterchens Mondfahrt als Regenfritz
- 1990: Brad Hall in Das Kindermädchen als Ned Runcie
- 1991: Robert Arkins in Die Commitments als Jimmy Rabbitte
- 1993: Pierce Brosnan in Death Train als Michael 'Mike' Graham
- 1994: Kevin Bacon in Der Sprung nach oben als Jimmy Dolan
- 1994: Daniel Craig in Tanz des Dschinghis Cohn als Lt. Guth
- 1997: Stanley Tucci in Lebe lieber ungewöhnlich als Elliot Zweikel
- 1998: Dave Chappelle in E–Mail für dich als Kevin Jackson
- 1999: Isaiah Washington in Ein wahres Verbrechen als Frank Louis Beechum
- 2000: Tony Goldwyn in The 6th Day als Michael Drucker
- 2001: Isaiah Washington in Exit Wounds – Die Copjäger als George Clark
- 2002: Stanley Tucci in Jede Menge Ärger als Arthur Herk
- 2003: Andrew Stanton in Findet Nemo als Crush
- 2004: James Purefoy in Blessed – Kinder des Teufels als Craig Howard
- 2004: Kad Merad in Die Kinder des Monsieur Mathieu als Chabert
- 2005: Adrian Rawlins in Harry Potter und der Feuerkelch als James Potter
- 2010: Marton Csokas in The Tree als George
- 2016: Andrew Stanton in Findet Dorie als Crush

### Serien
- 1987: John Davis Chandler in Der unglaubliche Hulk als Eric
- 1988: Alec Baldwin in Unter der Sonne Kaliforniens als Joshua Rush
- 1990–1991: Casey Kasem in Scooby-Doo, wo bist du? als Shaggy (1. Stimme)
- 1990–1991: George Clooney in Roseanne als Booker Brooks
- 1992: Dan Castellaneta in Darkwing Duck als Megavolt
- 1993: Michael Winslow in Zwei Supertypen in Miami als Maurice Dumas / Archibald Baxter
- 1993–1996: Don Franklin in seaQuest DSV als Commander Jonathan Ford

### Videospiele
- 2003: Findet Nemo – Abenteuer unter Wasser als Crush

## Hörspiele (Auswahl)
- 2006: Ludwig Lugmeier: Einundzwanzig Schuss Salut für Käpt’n Bilbo – Die Geschichte des Hugo Cyrill Kulp Baruch – Regie: Jürgen Dluzniewski (Feature – MDR)
- 2006: Jörg Graser: Diridari – Regie: Robert Matejka (DKultur)
- 2008: Leonardo Padura: Labyrinth der Masken – Regie: Thomas Leutzbach (WDR)
- 2012: Gerard Donovan: Winter in Maine – Nach dem gleichnamigen Roman – Regie: Thomas Blockhaus (WDR)
- 2018: Juli Zeh: Unterleuten – Regie: Judith Lorentz (NDR/rbb)

## Hörbücher (Auswahl)
- 2013: Nick Hornby: About a Boy (gemeinsam mit Nicola Fritzen), Hörverlag/Audible – ISBN 978-3-8445-0947-2
- 2016: Findet Nemo (Romanadaption), Hörverlag – ISBN 978-3-8445-2380-5
- 2019: Mark Twain: Die Abenteuer von Tom Sawyer und Huckleberry Finn, cbj Audio (Random House Audio) – ISBN 978-3-8371-4930-2

## Auszeichnungen
- 1997: Goldener Löwe als „Bester Serien-Schauspieler“, gemeinsam mit Miroslav Nemec
- 2001: Bayerischer Fernsehpreis für den Tatort Kleine Diebe (zusammen mit Miroslav Nemec)
- 2002: Adolf-Grimme-Preis (Sparte Fiktion & Unterhaltung) für den Tatort Im freien Fall (mit Miroslav Nemec)
- 2011: Grimme-Preis (Wettbewerb Fiktion) für den Tatort Nie wieder frei sein
- 2011: Bayerischer Verdienstorden
- 2012: Bayerischer Fernsehpreis, Ehrenpreis des Bayerischen Ministerpräsidenten gemeinsam mit Miroslav Nemec
- 2014: Bayerischer Poetentaler
- 2025: Blauer Panther – TV & Streaming Award: Ehrenpreis des Bayerischen Ministerpräsidenten[7]

## Veröffentlichungen
- Udo Wachtveitl, Ian Rankin: TV – Hören und Sehen: So soll er sterben / Ian Rankin. Gelesen von Udo Wachtveitl. Aus dem Engl. von Heike Steffen und Claus Varrelmann. 8. Goldmann Verlag, München 2007, ISBN 978-3-442-46440-1
- Udo Wachtveitl, Anna Thalbach: Ach du dickes Ei! das Audiobuch-Osterei. Audiobuch OHG, Freiburg 2013, ISBN 978-3-89964-325-1

- Udo Wachtveitl, Alexander Gutzmer, Guido Walter, Oliver Elser: Tatort. Die Architektur, der Film und der Tod. Georg D. W. Callwey, München 2013, ISBN 978-3-7667-2052-8.